# Temporada 1996-97 de los San Antonio Spurs
La temporada 1996-97 fue la vigesimoprimera de los San Antonio Spurs en la NBA, tras la fusión de la liga con la ABA, donde había jugado nueve temporadas, seis en Dallas y tres en San Antonio. La temporada regular acabó con 20 victorias y 62 derrotas, ocupando el decimotercer puesto de la conferencia Oeste, no logrando clasificarse para los playoffs.
Sin el pívot All-Star David Robinson, quien solo jugó seis partidos debido a lesiones en la espalda y el pie, y el especialista en triples Chuck Person, quien estuvo fuera toda la temporada debido a una lesión en la espalda fuera de temporada, los Spurs tuvieron problemas y perdieron 13 de sus primeros 15 partidos en noviembre, incluida una racha de ocho derrotas consecutivas. Después de 18 partidos, el entrenador Bob Hill fue despedido y reemplazado por el manager general Gregg Popovich, el cual continuó al frente del equipo hasta la temporada 2024-25.

## Elecciones en elDraft
Los Spurs no tuvieron ninguna elección en el Draft de 1996.

## Temporada regular
| División Medio Oeste     | División Medio Oeste | División Medio Oeste | División Medio Oeste | División Medio Oeste | División Medio Oeste | División Medio Oeste | División Medio Oeste | División Medio Oeste |
| Equipo                   | G                    | P                    | %                    | PD                   | Casa                 | Fuera                | Div                  |                      |
| ------------------------ | -------------------- | -------------------- | -------------------- | -------------------- | -------------------- | -------------------- | -------------------- | -------------------- |
| y-Utah Jazz              | 64                   | 18                   | .780                 | –                    | 38–3                 | 26–15                | 19–5                 |                      |
| x-Houston Rockets        | 57                   | 25                   | .695                 | 7                    | 30–11                | 27–14                | 19–5                 |                      |
| x-Minnesota Timberwolves | 40                   | 42                   | .488                 | 24                   | 25–16                | 15–26                | 16–8                 |                      |
| Dallas Mavericks         | 24                   | 58                   | .293                 | 40                   | 14–27                | 10–31                | 9–15                 |                      |
| Denver Nuggets           | 21                   | 61                   | .256                 | 43                   | 12–29                | 9–32                 | 7–17                 |                      |
| San Antonio Spurs        | 20                   | 62                   | .244                 | 44                   | 12–29                | 8–33                 | 8–16                 |                      |
| Vancouver Grizzlies      | 14                   | 68                   | .171                 | 50                   | 8–33                 | 6–35                 | 6–18                 |                      |

## Estadísticas

### Temporada regular
| Rk | Jugador           | Edad | Pos. | P  | PT | MP   | TC  | TCI  | %TC  | T3  | T3I | %T3  | TL  | TLI | %TL   | RO  | RD  | RT  | AS  | RB  | TAP | BP  | FP  | PTS  |
| -- | ----------------- | ---- | ---- | -- | -- | ---- | --- | ---- | ---- | --- | --- | ---- | --- | --- | ----- | --- | --- | --- | --- | --- | --- | --- | --- | ---- |
| 1  | Sean Elliott      | 28   | SF   | 39 | 39 | 35.7 | 5.0 | 11.9 | .422 | 1.1 | 3.2 | .333 | 3.8 | 5.0 | .755  | 1.2 | 3.6 | 4.9 | 3.2 | 0.6 | 0.6 | 2.3 | 2.7 | 14.9 |
| 2  | Avery Johnson     | 31   | PG   | 76 | 76 | 32.5 | 4.3 | 9.0  | .477 | 0.1 | 0.3 | .231 | 1.8 | 2.7 | .690  | 0.4 | 1.5 | 1.9 | 6.8 | 1.3 | 0.2 | 1.9 | 2.1 | 10.5 |
| 3  | Vinny Del Negro   | 30   | SG   | 72 | 53 | 31.2 | 5.1 | 10.8 | .467 | 0.6 | 1.9 | .314 | 1.6 | 1.8 | .868  | 0.5 | 2.4 | 2.9 | 3.2 | 0.8 | 0.1 | 1.3 | 1.8 | 12.3 |
| 4  | Dominique Wilkins | 37   | SF   | 63 | 26 | 30.9 | 6.3 | 15.1 | .417 | 1.1 | 3.8 | .293 | 4.5 | 5.6 | .803  | 2.7 | 3.7 | 6.4 | 1.9 | 0.6 | 0.5 | 2.1 | 1.6 | 18.2 |
| 5  | Will Perdue       | 31   | C    | 65 | 34 | 29.5 | 3.6 | 6.3  | .568 | 0.0 | 0.0 |      | 1.5 | 2.6 | .579  | 3.9 | 6.0 | 9.8 | 0.6 | 0.5 | 1.6 | 1.3 | 2.8 | 8.7  |
| 6  | Vernon Maxwell    | 31   | SG   | 72 | 31 | 28.7 | 4.7 | 12.6 | .375 | 1.6 | 5.2 | .309 | 1.9 | 2.5 | .744  | 0.4 | 1.8 | 2.2 | 2.1 | 1.2 | 0.3 | 1.7 | 2.3 | 12.9 |
| 7  | David Robinson    | 31   | C    | 6  | 6  | 24.5 | 6.0 | 12.0 | .500 | 0.0 | 0.0 |      | 5.7 | 8.7 | .654  | 3.2 | 5.3 | 8.5 | 1.3 | 1.0 | 1.0 | 1.3 | 1.5 | 17.7 |
| 8  | Carl Herrera      | 30   | PF   | 75 | 58 | 24.5 | 3.4 | 7.9  | .433 | 0.0 | 0.1 | .333 | 1.1 | 1.6 | .686  | 1.6 | 3.0 | 4.5 | 0.7 | 0.8 | 0.7 | 1.3 | 2.9 | 8.0  |
| 9  | Monty Williams    | 25   | SF   | 65 | 26 | 20.7 | 3.6 | 7.1  | .509 | 0.0 | 0.0 | .000 | 1.8 | 2.9 | .645  | 1.5 | 1.7 | 3.2 | 1.4 | 0.8 | 0.8 | 1.8 | 2.5 | 9.0  |
| 10 | Greg Anderson     | 32   | C    | 82 | 48 | 20.2 | 1.6 | 3.2  | .496 | 0.0 | 0.0 | .000 | 0.8 | 1.1 | .667  | 1.9 | 3.5 | 5.5 | 0.4 | 0.8 | 0.8 | 0.9 | 2.7 | 3.9  |
| 11 | Cory Alexander    | 23   | PG   | 80 | 6  | 18.2 | 2.4 | 6.1  | .396 | 1.2 | 3.2 | .373 | 1.2 | 1.6 | .736  | 0.4 | 1.2 | 1.5 | 3.2 | 1.0 | 0.2 | 1.8 | 1.9 | 7.2  |
| 12 | Charles Smith     | 31   | PF   | 19 | 7  | 17.3 | 1.8 | 4.4  | .405 | 0.0 | 0.1 | .000 | 1.1 | 1.4 | .769  | 0.9 | 2.5 | 3.4 | 0.7 | 0.7 | 1.2 | 1.2 | 2.3 | 4.6  |
| 13 | Jamie Feick       | 22   | PF   | 38 | 0  | 16.2 | 1.4 | 4.0  | .353 | 0.1 | 0.3 | .308 | 0.9 | 1.7 | .523  | 2.1 | 3.4 | 5.6 | 0.7 | 0.4 | 0.3 | 0.8 | 2.0 | 3.8  |
| 14 | Gaylon Nickerson  | 27   | SG   | 3  | 0  | 12.0 | 1.0 | 3.0  | .333 | 0.0 | 0.3 | .000 | 2.3 | 2.3 | 1.000 | 0.3 | 1.0 | 1.3 | 0.3 | 0.0 | 0.3 | 0.0 | 0.3 | 4.3  |
| 15 | Jason Sasser      | 23   | SF   | 6  | 0  | 10.3 | 1.3 | 3.2  | .421 | 0.2 | 0.3 | .500 | 0.0 | 0.0 |       | 0.0 | 1.2 | 1.2 | 0.2 | 0.3 | 0.0 | 0.3 | 1.8 | 2.8  |
| 16 | Stephen Howard    | 26   | SF   | 7  | 0  | 9.9  | 1.0 | 1.7  | .583 | 0.0 | 0.0 |      | 1.7 | 2.0 | .857  | 0.6 | 0.7 | 1.3 | 0.1 | 1.1 | 0.3 | 0.7 | 1.0 | 3.7  |
| 17 | Joe Courtney      | 27   | PF   | 5  | 0  | 9.6  | 1.0 | 3.2  | .313 | 0.0 | 0.0 |      | 0.6 | 1.0 | .600  | 0.8 | 0.6 | 1.4 | 0.0 | 0.0 | 0.0 | 0.4 | 1.2 | 2.6  |
| 18 | Darrin Hancock    | 25   | SF   | 1  | 0  | 8.0  | 1.0 | 2.0  | .500 | 0.0 | 0.0 |      | 2.0 | 2.0 | 1.000 | 0.0 | 0.0 | 0.0 | 1.0 | 0.0 | 0.0 | 0.0 | 2.0 | 4.0  |
| 19 | Devin Gray        | 24   | PF   | 3  | 0  | 8.0  | 1.7 | 5.0  | .333 | 0.0 | 0.0 |      | 0.0 | 0.3 | .000  | 1.0 | 0.7 | 1.7 | 0.0 | 0.3 | 0.0 | 1.7 | 2.7 | 3.3  |
| 20 | Tim Kempton       | 33   | PF   | 10 | 0  | 5.9  | 0.1 | 0.5  | .200 | 0.0 | 0.0 |      | 0.2 | 0.2 | 1.000 | 0.3 | 0.5 | 0.8 | 0.2 | 0.1 | 0.1 | 0.7 | 0.4 | 0.4  |